# Waimangu Geyser
De Waimangu Geyser was een geiser in Nieuw-Zeeland. De erupties van de geiser kwam in de jaren 1900 tot 1904 tot een hoogte van 460 meter, een hoogte die niet wordt geëvenaard door huidige actieve geisers. Het water dat uit de geiser werd gespoten bevatte veel modder en stenen. Na een aardverschuiving in 1904 veranderde het freatisch vlak, waardoor de geiser inactief werd.
In 1903 kwamen vier toeristen om bij het bezoeken van de geiser, toen ze werden verrast door een eruptie. De toeristen hadden de waarschuwing genegeerd om niet te dicht bij de krater te komen.

## Galerij

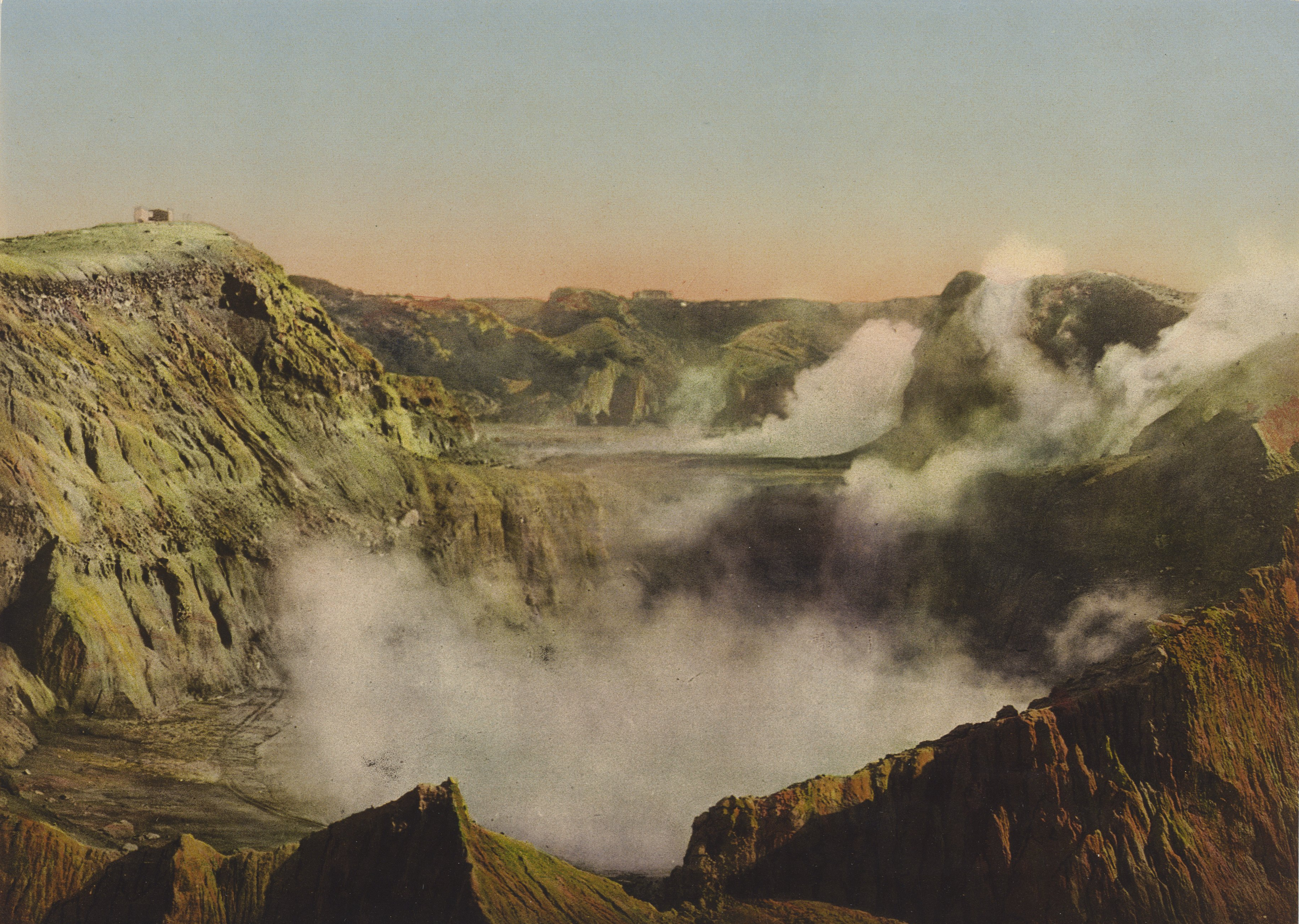
Waimangu Geysir in ca. 1910
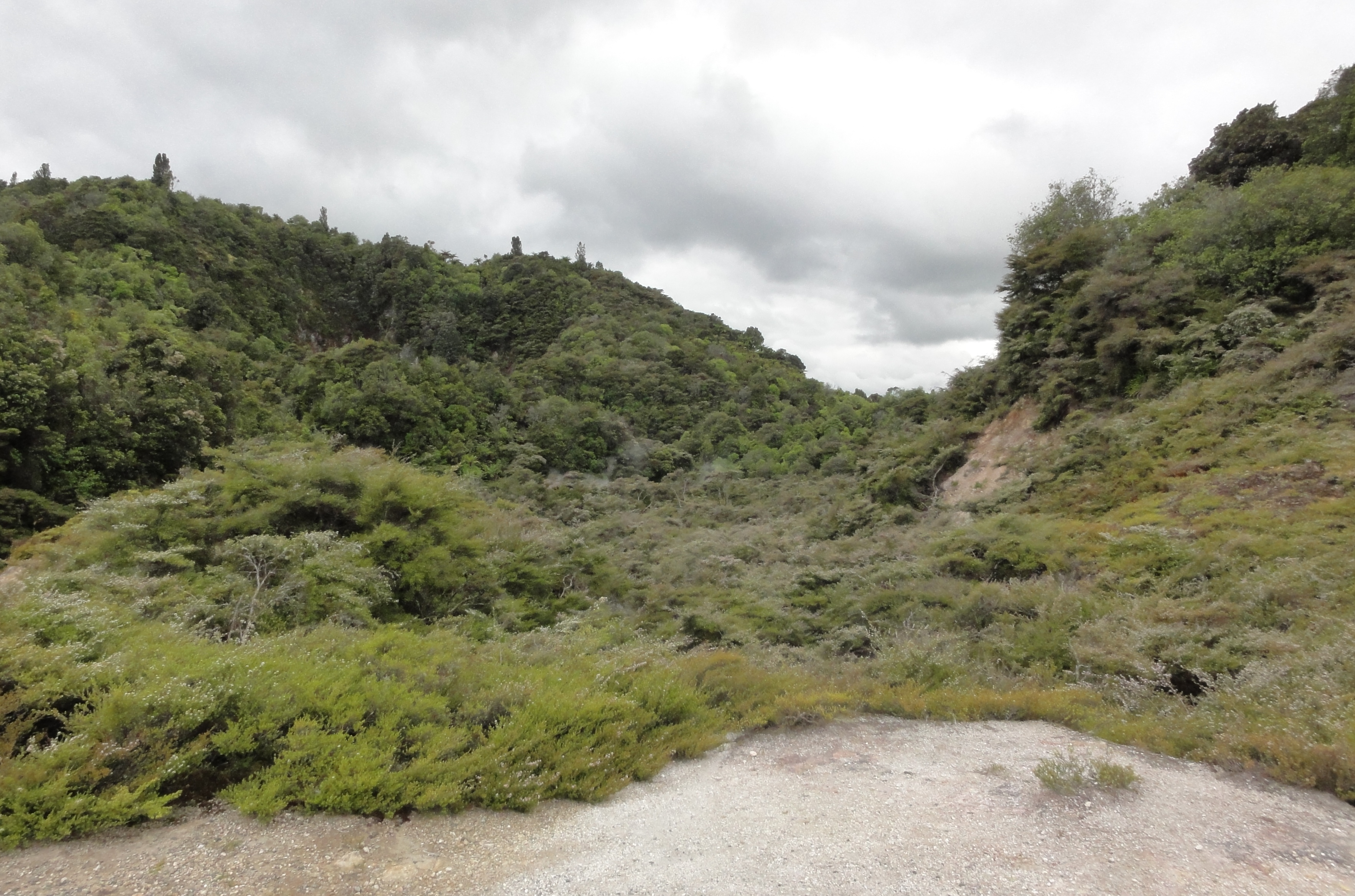
Omgeving van de geiser in 2011